# 波纳尔之罪
《波纳尔之罪》（法語：Le Crime de Sylvestre Bonnard）是法国作家阿纳托尔·法朗士的第一部小说，于1881年出版，也是法郎士的成名作，他因此以小说家而闻名。此前他是一位高蹈派诗人， 这部小说获得了法兰西学院奖。。

## 情节
这部小说包含两个故事。在第一部《圣诞柴》（La Buche）中，波纳尔是法兰西研究院的成员，是一位历史学家和文献学家，具有丰富的学识。 他生活在书中，并在西西里和巴黎开始研究法国版《黄金传奇》的珍贵手稿，最终获得了这本手稿。在第二部“让娜.亚历山大”中，他偶遇一个名叫让娜的年轻女孩，是他初恋情人的孙女（1902年修订之前是女儿而不是孙女）。 从虐待她的监护人Maitre Mouche那里绑架女孩，救出她，并收养她，最终将她嫁给了自己的学生Henri Gelis。

## 人物
主角波纳尔以作者为原型。他是一位老知识分子，大部分时间都在读书，很少与现实接触，很像这本书的作者。

## 讽刺
这部书信体小说以日记的形式讲述，分别以浪漫主义和现实主义作家欧·亨利和盖伊·莫泊桑的风格写成，他们的故事往往有讽刺的结局。书中最讽刺的是，这被认为是一种罪行。主人公认为“犯罪”是因为他保留了一些他将要作为让娜的嫁妆筹款而卖掉的书。但读者理解波纳尔的罪行是他从虐待她的监护人那里绑架女孩，救出她。有人将法朗士的幽默与菲尔丁、斯特恩和狄更斯相比。